# Черноколенко Анастасія Василівна
Анастасі́я Васи́лівна Черноко́ленко (* 1993) — українська боксерка, бронзова призерка Чемпіонату світу-2014; дворазова призерка чемпіонатів Європи. Чемпіонка України 2014 й 2019 років.

## З життєпису
Народилася 1993 року в місті Дніпродзержинськ у родині Василя та Інни Черноколенків. Її батько — отець Василь — сам займається боксом, тому й відвів доньку на заняття карате й боксом.
Вихованка КСК «Дзержинка». Від 2010 року бере участь у міжнародних змаганнях з боксу. 2014-го стала чемпіонкою України — вагова категорія до 81 кг.
2014 року в Чеджу на світовій першості завоювала бронзову медаль.
На Чемпіонаті Європи з боксу серед жінок-2018 також здобула бронзову медаль.
2018-го стала переможницею Кубка України з боксу.
Учасниця 10-го чемпіонату світу з боксу серед жінок в Індії.
2019 року брала участь в Чемпіонаті Європи з боксу серед жінок (Алькобендас). Дійшла до півфіналу, в якому поступилася боксерці з Туреччини Еліф Гюнері та здобула бронзову нагороду.
За заслуги перед містом нагороджена нагрудним знаком і дипломом Кам'янського.
Закінчила Дніпропетровський державний університет фізкультури й спорту.
Чемпіонка України-2019 (вагова категорія 75 кг).